# Monemvasia
Monemvasia (griechisch Μονεμβασία [mɔnɛmvaˈsja] oder Μονεμβασιά (f. sg.), altertümlich auch Malvasy, modern teils auch Monemvassia, Monemwassia, Monembasia transkribiert) ist eine griechische Kleinstadt, die im Byzantinischen Reich bedeutender Stützpunkt und Festung war. Sie liegt auf einem Felsen vor der Küste Lakoniens im Südosten der Halbinsel Peloponnes. Die Gemeinde Monemvasia wurde zuletzt 2011 durch die Eingemeindung von vier Nachbargemeinden erheblich vergrößert. Der Verwaltungssitz wurde dabei von der Stadt Monemvasia nach Molai, der größten Siedlung in der Gemeinde, verlegt.

## Etymologie

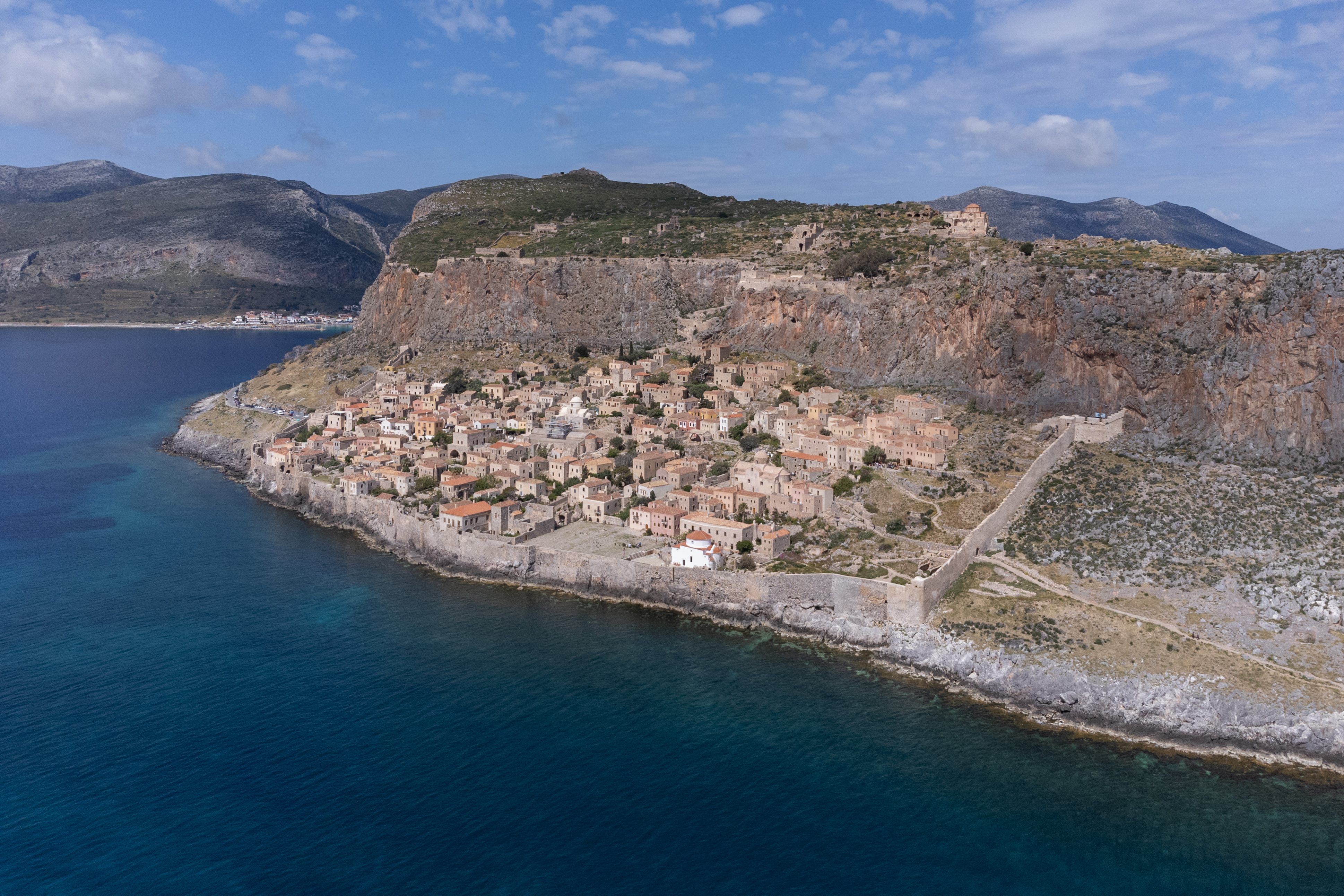
Monemvasia, von der Luft aus gesehen

Ihren Namen verdankt die Stadt ihrer Lage, griechisch moni emvasia (μόνη εμβασία) bedeutet „einziger Zugang“. Sie galt bis zur griechischen Unabhängigkeit 1821–30 wegen der großen Schwierigkeiten, die mit Eroberungsversuchen verbunden waren, als das ‚Gibraltar des Ostens‘. Die Stadt ist auch Namensgeberin für den Malvasier, eine Rebsorte, die von dort aus exportiert wurde.

## Lage

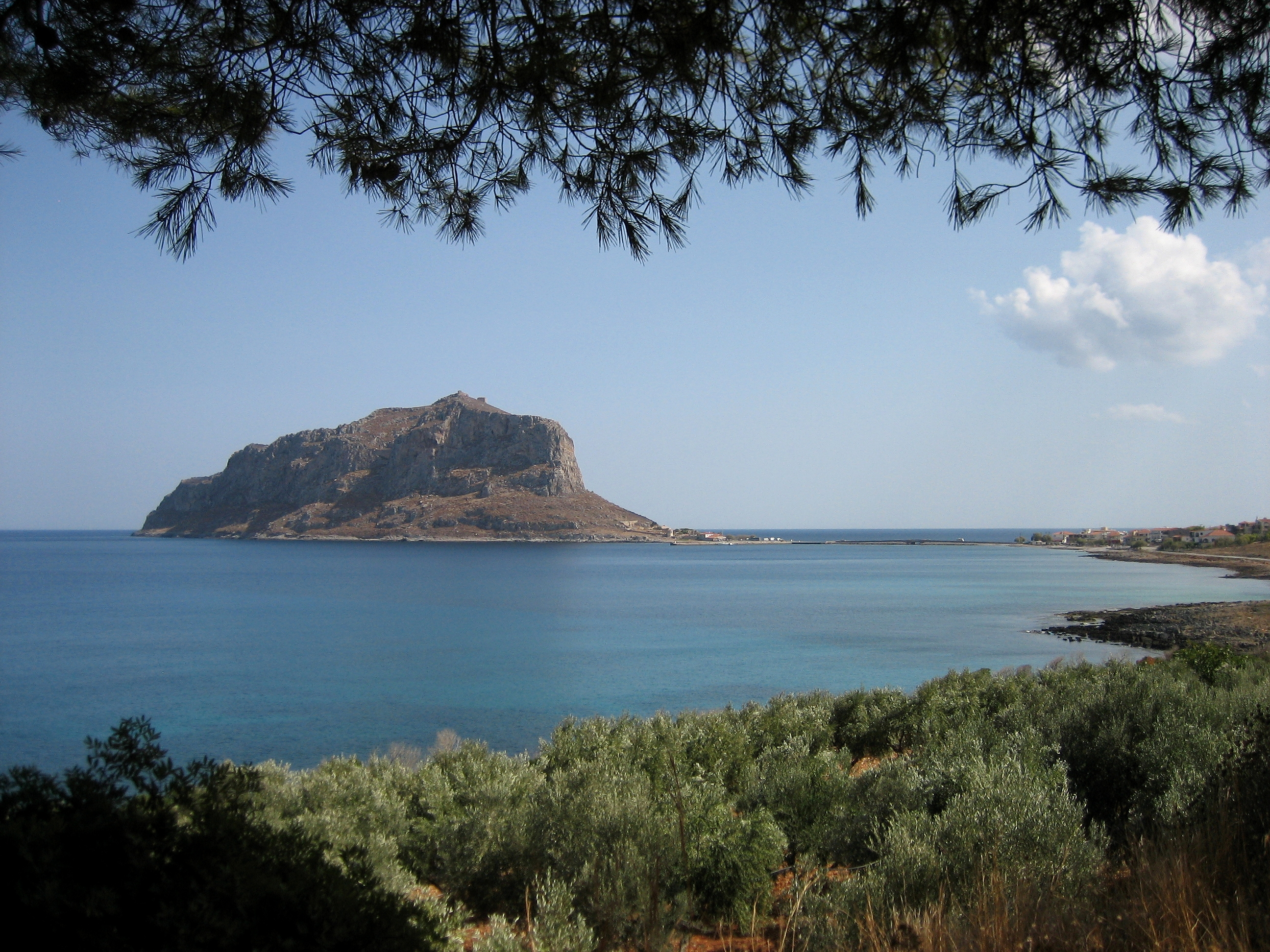
Der Felsen von Monemvasia

Der Ort Monemvasia liegt auf der seewärtigen Südost-Seite eines Felsens von ca. 194 Meter Höhe und 1,8 km Länge. Die Ansiedlung besteht aus zwei Teilen: der ummauerten mittelalterlichen Unterstadt am Abhang des Felsens und der Zitadelle auf der Höhe des Felsens, die nur über einen einzigen, vielfach gewundenen, steilen und gut gesicherten Weg erreicht werden kann. Die Zitadelle ist seit den 1920er-Jahren nicht mehr bewohnt.
Die Gemeinde Monemvasia umfasst (bis auf ein kleines Gebiet der Gemeinde Elafonisos) die gesamte Lakonische Halbinsel zwischen dem Lakonischen Golf im Westen und dem Myrtoischen Meer östlich. Im Norden grenzen die Gemeinden Evrotas und Notia Kynouria an die Gemeinde.

## Geschichte

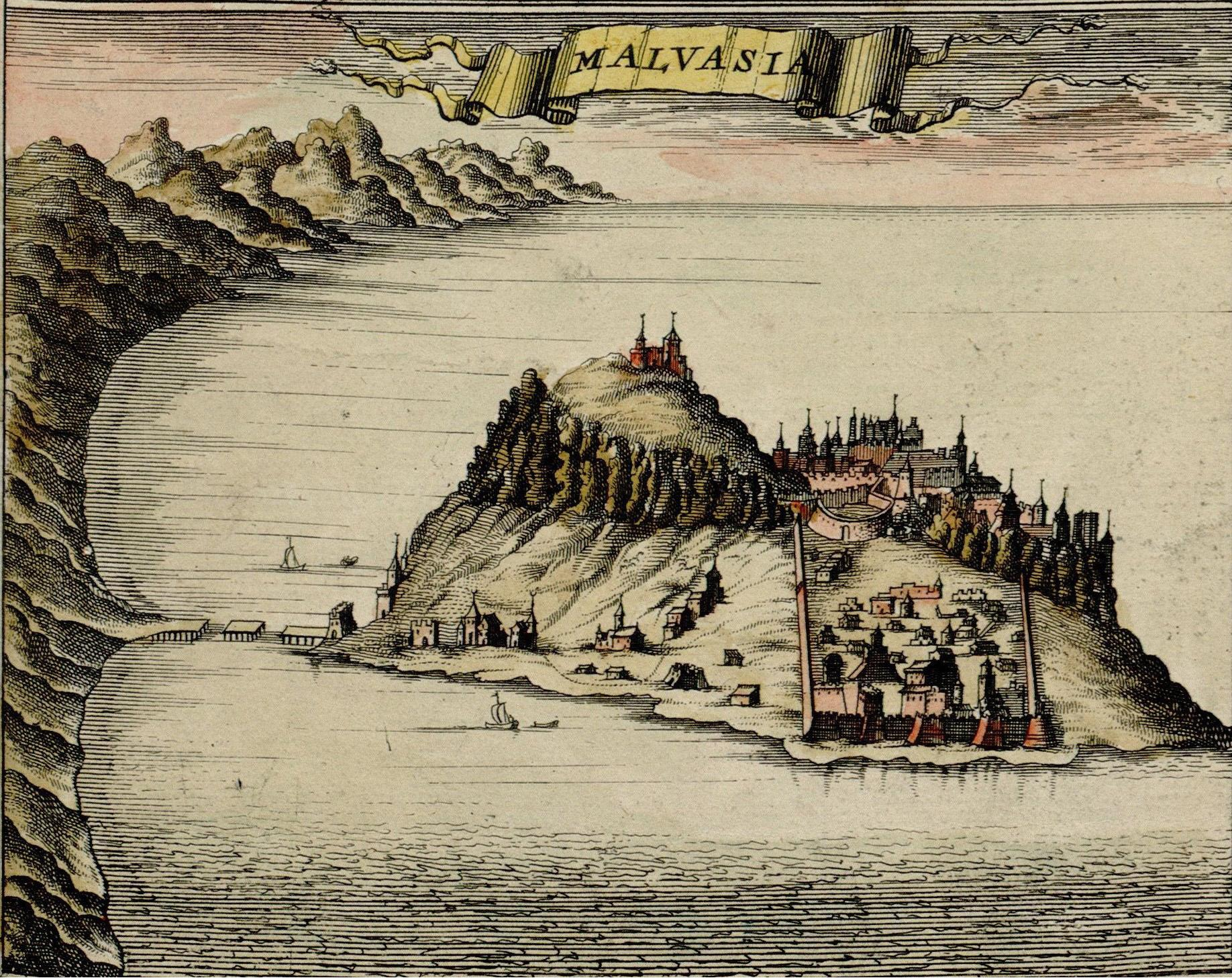
Stadtansicht nach einem Stich von F. de Witt, Amsterdam, 1680

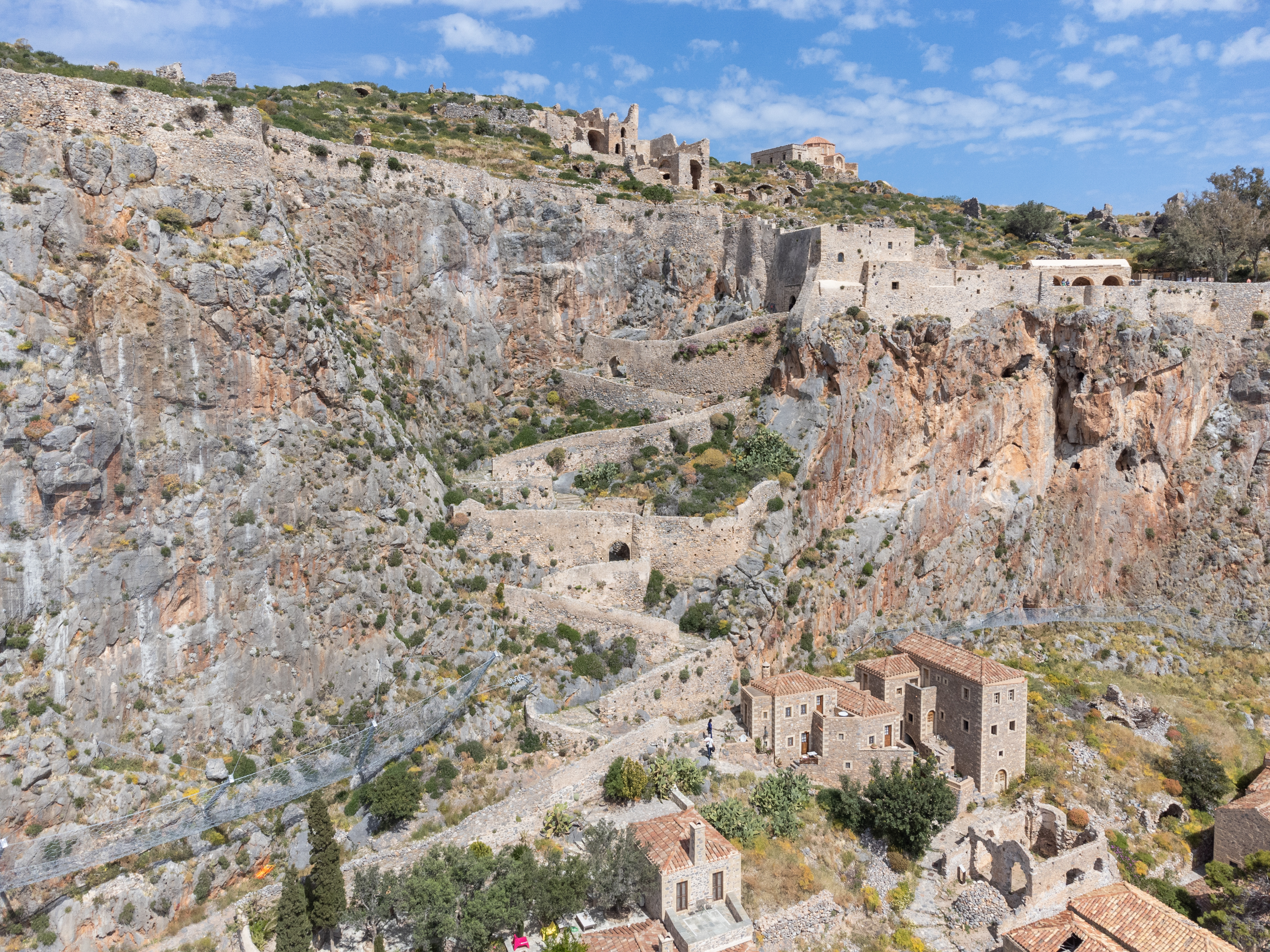
Der Zugang zur Oberstadt

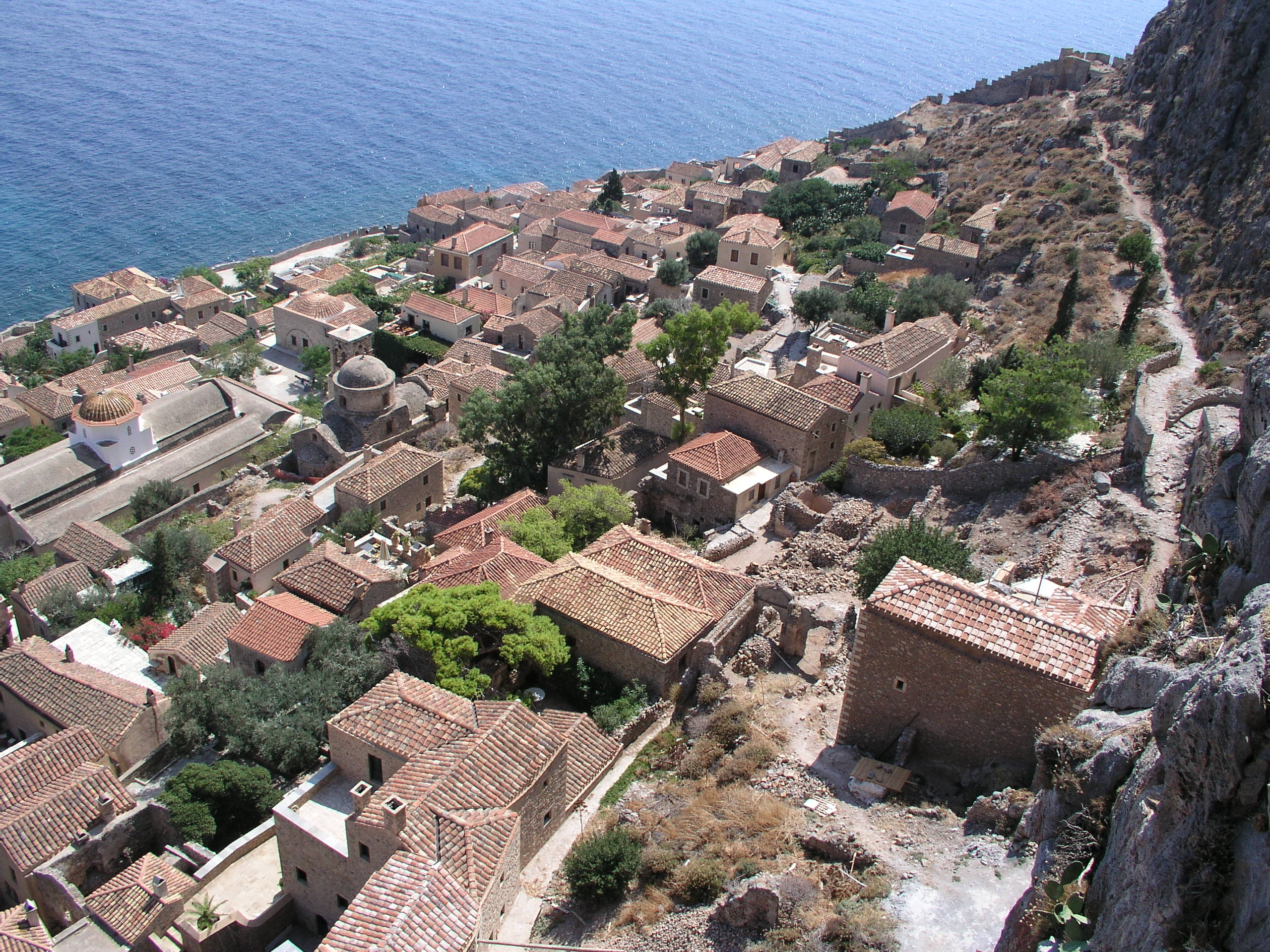
Monemvasia, von der Oberstadt aus gesehen

583 wurde die erste Ansiedlung auf dem Felsen von Monemvasia vor der Küste des Peloponnes errichtet, als Schutz für die Bewohner der umliegenden Siedlungen des Festlandes vor den slawischen und awarischen Angriffen, als unter Justinian I. und seinen Nachfolgern die Landnahme der Slawen auf dem Balkan einsetzte.
Die Stadt, wo auch die Chronik von Monemvasia entstand, bildete in den folgenden Jahrhunderten ein Rückzugsgebiet der byzantinischen Herrschaft in Südgriechenland und war Ausgangspunkt der Rückeroberung der Halbinsel Peloponnes. Die Stadt war auch wichtig zur Sicherung des Seewegs von Konstantinopel nach Venedig.
Die Festung galt lange als uneinnehmbar und hielt sowohl den zahlreichen arabischen Belagerungen als auch dem normannischen Eroberungsversuch von 1147 stand. Es wird berichtet, dass ein Kornfeld in der Zitadelle vorhanden war, das – zusammen mit den zahlreichen Zisternen – ausreichte, eine Besatzung von 30 Mann auf Dauer zu ernähren; damit war die Zitadelle autark und konnte unbegrenzt verteidigt werden.
Nach dem Fall Konstantinopels im Vierten Kreuzzug blieb Monemvasia eine freie byzantinische Stadt und konnte erst 1249 nach dreijähriger Belagerung durch die seit 1204 das Festland kontrollierenden Franken zur Kapitulation genötigt werden. 1263 mussten die Franken Monemvasia zusammen mit Mystras an das Byzantinische Reich zurückgeben. Nach den osmanischen Eroberungen von Konstantinopel (1453), Mystra (1460) und Trapezunt (1461) war Monemvasia neben dem Fürstentum Theodoro (1475 von den Osmanen erobert) das letzte territoriale Überbleibsel des glanzvollen Römischen Reichs. Auf sich allein gestellt nicht überlebensfähig, unterstellte sich die Stadt erst einem katalanischen Seeräuber, der bald wieder vertrieben wurde, dann dem Papst, der aber militärisch nicht zu ausreichendem Schutz in der Lage war, und schließlich 1464 Venedig, das die Stadt bis 1540 gegen die Türken zu halten vermochte.

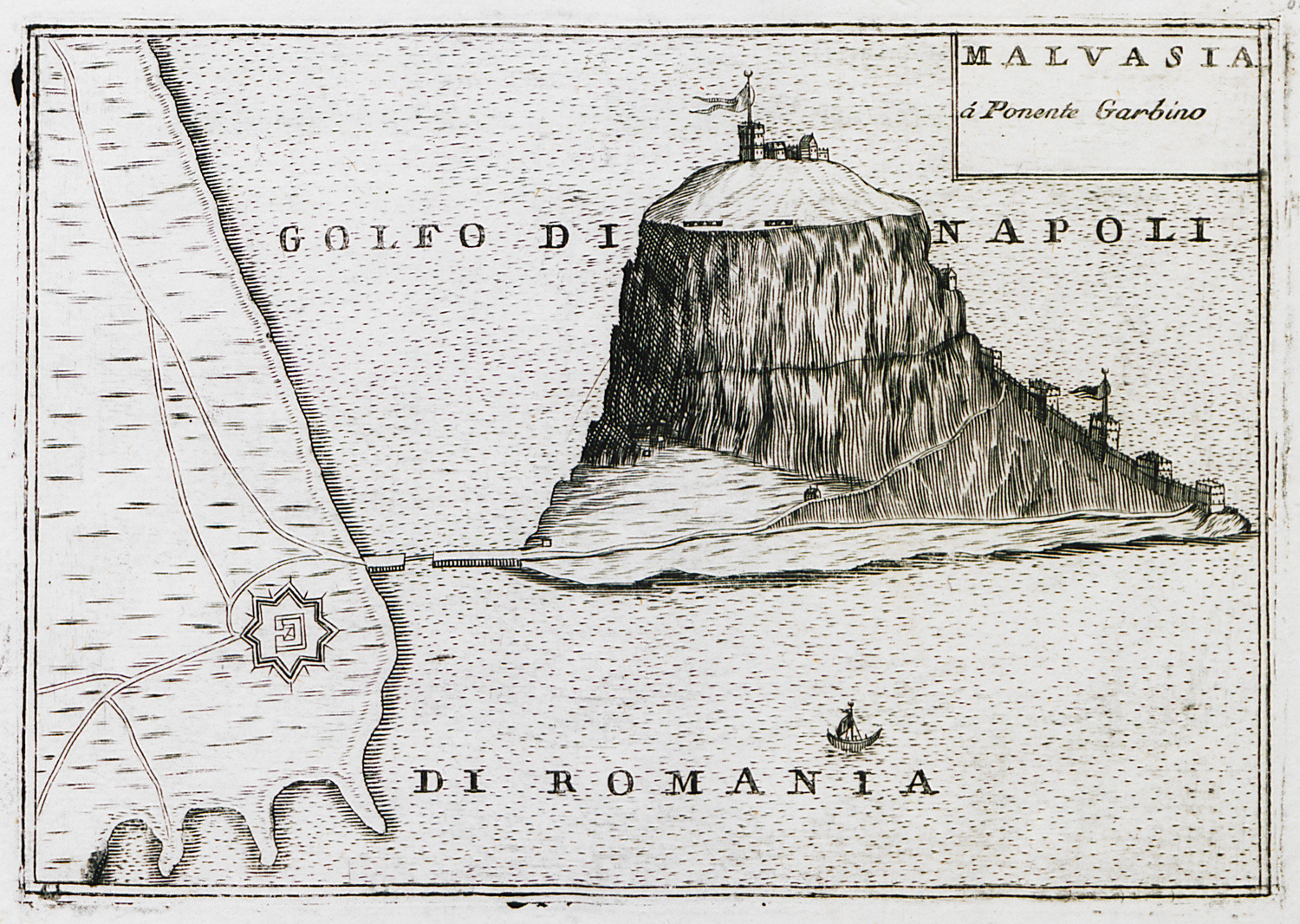
Monemvasia, Vincenzo Maria Coronelli, 1686

Nachdem Monemvasia osmanisch geworden war, fiel es 1690 an Venedig zurück und im Verlauf des Venezianisch-Österreichischen Türkenkrieges 1715 wieder an die Türken. In der zweiten türkischen Epoche setzte ein Bevölkerungsschwund ein, der die in ihren Glanzzeiten zwischen 10.000 und 25.000 Menschen zählende Bevölkerung auf wenige hundert Einwohner reduzierte.
Im Zuge des Griechischen Unabhängigkeitskriegs wurde die Stadt 1821 nach der Belagerung von Monemvasia von den griechischen Aufständischen eingenommen. Dennoch gelang es ihr nicht, sich zu erholen, sie versank im Gegenteil nahezu völlig in Bedeutungslosigkeit und wurde ein sterbendes Dorf, das 1971 nur noch 32 Einwohner zählte. Auf dem Ufer gegenüber dem Felsen entstand ein modernes Dorf, das Gefira („Brücke“) genannt wird, im Gegensatz zur alten Stadt, die Kastro („Burg“, vgl. Kastron) heißt. Nach 1980 setzte der Wiederaufbau der alten Stadt ein, die nun eine beliebte Wochenendresidenz wohlhabender Athener wurde. Heute werden die mittelalterlichen Gebäude nach und nach restauriert; viele von ihnen sind zu Hotels umgewandelt worden.
Monemvasia ist der Geburtsort des griechischen Dichters Giannis Ritsos, der auf dem Friedhof von Monemvasia begraben ist. Der griechische Staat hat die byzantinische Ausgrabungsstätte von Monemvasia mit dem Europäischen Kulturerbe-Siegel ausgezeichnet.

## Persönlichkeiten
- Isidor von Kiew (ca. 1385–1463), römisch-katholischer Bischof
- Loukas Notaras († 1453), letzter Megas Doux des Byzantinischen Reiches
- Giannis Ritsos (1909–1990), Poet
- Georgios Sphrantzes (1401–1478), byzantinischer Geschichtsschreiber